# Ciclismo nos Jogos Europeus de 2015 - BMX masculino
A competição masculina BMX do ciclismo nos Jogos Europeus de 2015, em Baku, ocorreu entre os dias 26 e 28 de junho.

## Calendário
Horário de verão do Azerbaijão (UTC+5).
| Data        | Horário | Fase         |
| ----------- | ------- | ------------ |
| 26 de junho | 14:50   | Qualificação |
| 26 de junho | 15:40   | Super final  |
| 26 de junho | 17:10   | Motos        |
| 28 de junho | 15:15   | Semifinal    |
| 28 de junho | 16:55   | Final        |

## Medalhistas
| Ouro   | FRA Joris Daudet   |
| Prata  | NED Twan van Gendt |
| Bronze | SUI David Graf     |

## Resultados

### Qualificação contra o relógio
| Pos.             | Atleta                | Tempo  | Nota |
| ---------------- | --------------------- | ------ | ---- |
| 1                | Joris Daudet          | 32.938 | Q    |
| 2                | David Graf            | 33.189 | Q    |
| 3                | Twan van Gendt        | 33.540 | Q    |
| 4                | Amidou Mir            | 33.616 | Q    |
| 5                | Renaud Blanc          | 33.618 | Q    |
| 6                | Evgeny Komarov        | 33.720 | Q    |
| 7                | Sylvain André         | 33.773 | Q    |
| 8                | Niklas Laustsen       | 33.812 | Q    |
| 9                | Edžus Treimanis       | 33.842 | Q    |
| 10               | Kristens Krīgers      | 33.871 | Q    |
| 11               | Jan Švub              | 33.899 | Q    |
| 12               | Rihards Veide         | 33.932 | Q    |
| 13               | Tore Navrestad        | 33.979 | Q    |
| 14               | Romain Riccardi       | 34.052 | Q    |
| 15               | Jelle van Gorkom      | 34.382 | Q    |
| 16               | Luis Brethauer        | 34.413 | Q    |
| 17               | Julian Schmidt        | 34.484 |      |
| 18               | Evgeny Kleshchenko    | 34.514 |      |
| 19               | Klaus Bøgh Andresen   | 34.848 |      |
| 20               | Mattia Furlan         | 34.885 |      |
| 21               | Alexander Katyshev    | 34.974 |      |
| 22               | Gustavo Alcojor Ramos | 35.128 |      |
| 23               | Tobias Franek         | 35.320 |      |
| 24               | Ghinio Van de Weyer   | 35.556 |      |
| 25               | Bence Bujaki          | 35.944 |      |
| 26               | Michal Tomco          | 36.723 |      |
| 27               | André Martins         | 37.712 |      |
| 28               | Arminas Kazlauskis    | 37.713 |      |
| 29               | Vladyslav Sapozhnykov | 38.907 |      |
| 30               | Ioannis Korfiatis     | 52.160 |      |
| Fonte: Baku 2015 |                       |        |      |

### Super final contra o relógio
| Pos.             | Atleta           | Tempo  |
| ---------------- | ---------------- | ------ |
| 1                | Edžus Treimanis  | 33.228 |
| 2                | David Graf       | 33.307 |
| 3                | Amidou Mir       | 33.310 |
| 4                | Joris Daudet     | 33.379 |
| 5                | Tore Navrestad   | 33.472 |
| 6                | Luis Brethauer   | 33.599 |
| 7                | Sylvain André    | 33.679 |
| 8                | Rihards Veide    | 33.734 |
| 9                | Renaud Blanc     | 33.803 |
| 10               | Jan Švub         | 33.819 |
| 11               | Niklas Laustsen  | 33.837 |
| 12               | Romain Riccardi  | 33.957 |
| 13               | Jelle van Gorkom | 34.038 |
| 14               | Kristens Krīgers | 34.298 |
| 15               | Evgeny Komarov   | 34.833 |
| 16               | Twan van Gendt   | 36.218 |
| Fonte: Baku 2015 |                  |        |

### Motos

#### Grupo 1
| Pos.             | Atleta              | Tempo | Nota |
| ---------------- | ------------------- | ----- | ---- |
| 1                | Twan van Gendt      | 3     | Q    |
| 2                | Renaud Blanc        | 8     | Q    |
| 3                | Rihards Veide       | 9     | Q    |
| 4                | Edžus Treimanis     | 10    | Q    |
| 5                | Julian Schmidt      | 16    |      |
| 6                | Ghinio Van de Weyer | 18    |      |
| 7                | Bence Bujaki        | 20    |      |
| Fonte: Baku 2015 |                     |       |      |

#### Grupo 2
| Pos.             | Atleta             | Tempo | Nota |
| ---------------- | ------------------ | ----- | ---- |
| 1                | Sylvain André      | 4     | Q    |
| 2                | Evgeny Komarov     | 7     | Q    |
| 3                | Evgeny Kleshchenko | 9     | Q    |
| 4                | David Graf         | 11    | Q    |
| 5                | Jan Švub           | 16    |      |
| 6                | Michal Tomco       | 18    |      |
| 7                | Tobias Franek      | 19    |      |
| Fonte: Baku 2015 |                    |       |      |

#### Grupo 3
| Pos.             | Atleta                | Tempo | Nota |
| ---------------- | --------------------- | ----- | ---- |
| 1                | Amidou Mir            | 3     | Q    |
| 2                | Niklas Laustsen       | 6     | Q    |
| 3                | Kristens Krīgers      | 10    | Q    |
| 4                | Luis Brethauer        | 11    | Q    |
| 5                | Gustavo Alcojor Ramos | 16    |      |
| 6                | Klaus Bøgh Andresen   | 17    |      |
| 7                | André Martins         | 21    |      |
| 8                | Ioannis Korfiatis     | 24    |      |
| Fonte: Baku 2015 |                       |       |      |

#### Grupo 4
| Pos.             | Atleta                | Pontos | Nota |
| ---------------- | --------------------- | ------ | ---- |
| 1                | Joris Daudet          | 3      | Q    |
| 2                | Jelle van Gorkom      | 6      | Q    |
| 3                | Alexander Katyshev    | 13     | Q    |
| 4                | Romain Riccardi       | 15     | Q    |
| 5                | Mattia Furlan         | 15     |      |
| 6                | Arminas Kazlauskis    | 16     |      |
| 7                | Tore Navrestad        | 19     |      |
| 8                | Vladyslav Sapozhnykov | 21     |      |
| Fonte: Baku 2015 |                       |        |      |

### Semifinal

#### Grupo 1
| Pos.             | Atleta             | Tempo    | Nota |
| ---------------- | ------------------ | -------- | ---- |
| 1                | Twan van Gendt     | 32.768   | Q    |
| 2                | Joris Daudet       | 33.192   | Q    |
| 3                | Evgeny Komarov     | 34.006   | Q    |
| 4                | David Graf         | 34.369   | Q    |
| 5                | Niklas Laustsen    | 35.059   |      |
| 6                | Alexander Katyshev | 35.614   |      |
| 7                | Luis Brethauer     | 36.236   |      |
| 8                | Rihards Veide      | 1:11.571 |      |
| Fonte: Baku 2015 |                    |          |      |

#### Grupo 2
| Pos.             | Atleta             | Tempo  | Nota |
| ---------------- | ------------------ | ------ | ---- |
| 1                | Amidou Mir         | 33.755 | Q    |
| 2                | Jelle van Gorkom   | 33.941 | Q    |
| 3                | Sylvain André      | 34.020 | Q    |
| 4                | Evgeny Kleshchenko | 34.534 | Q    |
| 5                | Edžus Treimanis    | 34.694 |      |
| 6                | Romain Riccardi    | 35.132 |      |
| 7                | Renaud Blanc       | 35.156 |      |
| 8                | Kristens Krīgers   | 35.980 |      |
| Fonte: Baku 2015 |                    |        |      |

### Final
| Pos.              | Atleta             | Tempo    |
| ----------------- | ------------------ | -------- |
| Medalha de ouro   | Joris Daudet       | 33.012   |
| Medalha de prata  | Twan van Gendt     | 33.887   |
| Medalha de bronze | David Graf         | 34.166   |
| 4                 | Sylvain André      | 34.352   |
| 5                 | Evgeny Komarov     | 34.848   |
| 6                 | Amidou Mir         | 35.100   |
| 7                 | Evgeny Kleshchenko | 35.138   |
| 8                 | Jelle van Gorkom   | 1:05.020 |
| Fonte: Baku 2015  |                    |          |